# Casa da Ribeira (Santa Cruz)
A Casa da Ribeira é uma localidade portuguesa que pertence à freguesia de Santa Cruz, concelho da Praia da Vitória, ilha Terceira, arquipélago dos Açores.
Esta localidade encontra-se a cerca de 3 km da cidade da Praia da Vitória e é rodeada por uma orografia bastante acentuada onde se encontram fortes declives e acentuadas elevações intercaladas por vales. Aqui e ali surgem ribeiras que recortam a paisagem.
Nesta localidade destaca-se a abundância de pomares. E junto à Ribeira que deu o nome à localidade encontra-se uma antiga casa senhorial que foi pertença do filho de um conde e que passou à posse do Cavaleiro de Espora Dourada e ouvidor da cidade de Azamor, João Gonçalves Doraço de Barros, filho de Lançarote Gonçalves Doraço de Barros.
João Gonçalves Doraço de Barros instituiu em Março de 1545, na dita Casa da Ribeira, um morgadio e a Ermida de São João Baptista da Casa da Ribeira, que com o passar dos séculos deu origem à Igreja de São João Batista.
Existe uma inscrição aposta num memorial, numa das paredes da já mencionada Igreja de São João Batista, local onde os seus restos mortais estam depositados, em memória do referido Cavaleiro.